# Lekkoatletyka na Letnich Igrzyskach Olimpijskich 1992 – bieg na 400 m przez płotki mężczyzn
Bieg na 400 metrów przez płotki mężczyzn podczas XXV Letnich Igrzysk Olimpijskich w Barcelonie rozegrano 3 (eliminacje), 5 (półfinały) i 6 sierpnia 1992 (finał) na Estadi Olímpic de Montjuïc. Zwycięzcą został reprezentant Stanów Zjednoczonych Kevin Young. który w finale ustanowił rekord świata z czasem 46,78 s.

## Rekordy

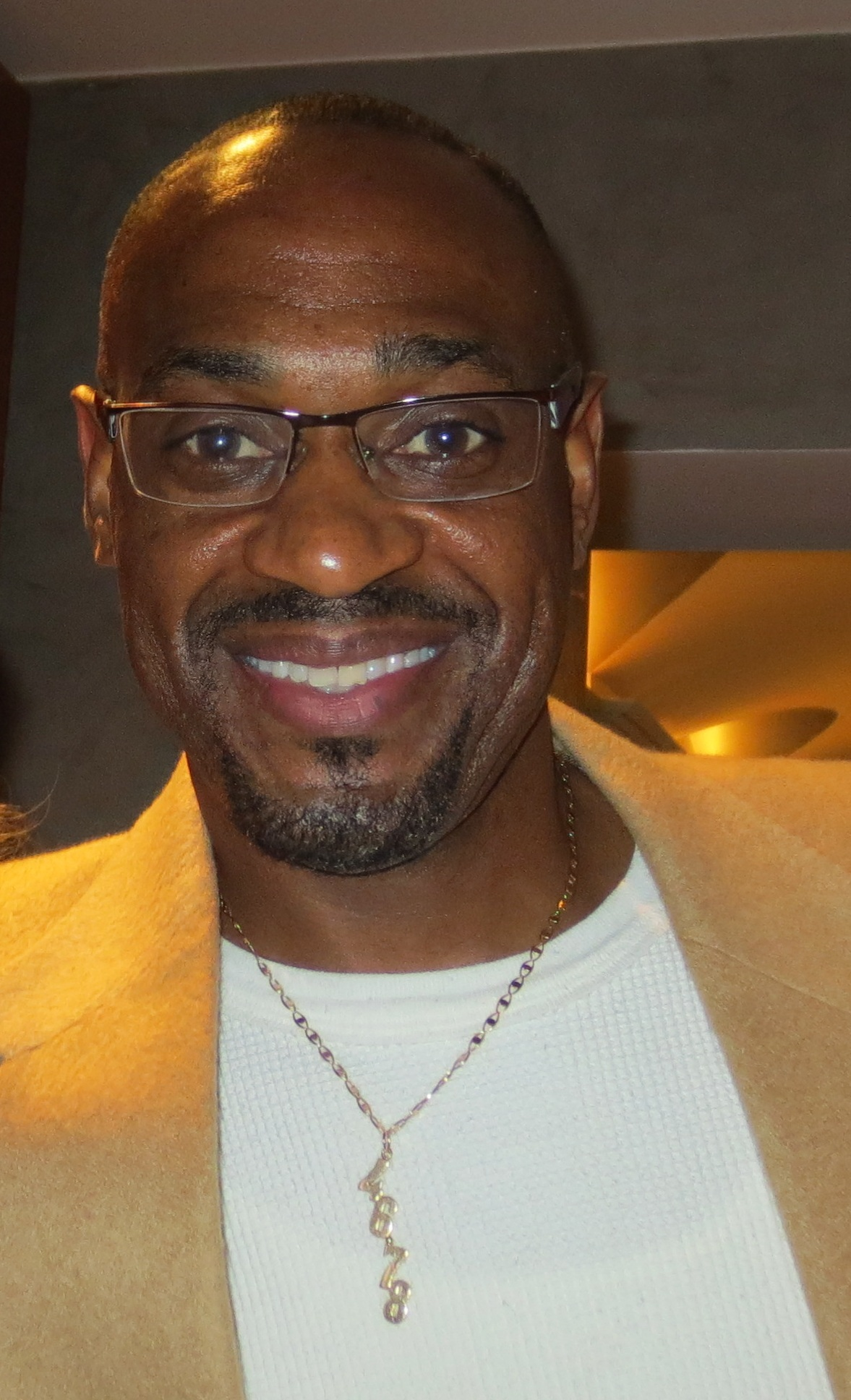
Kevin Young

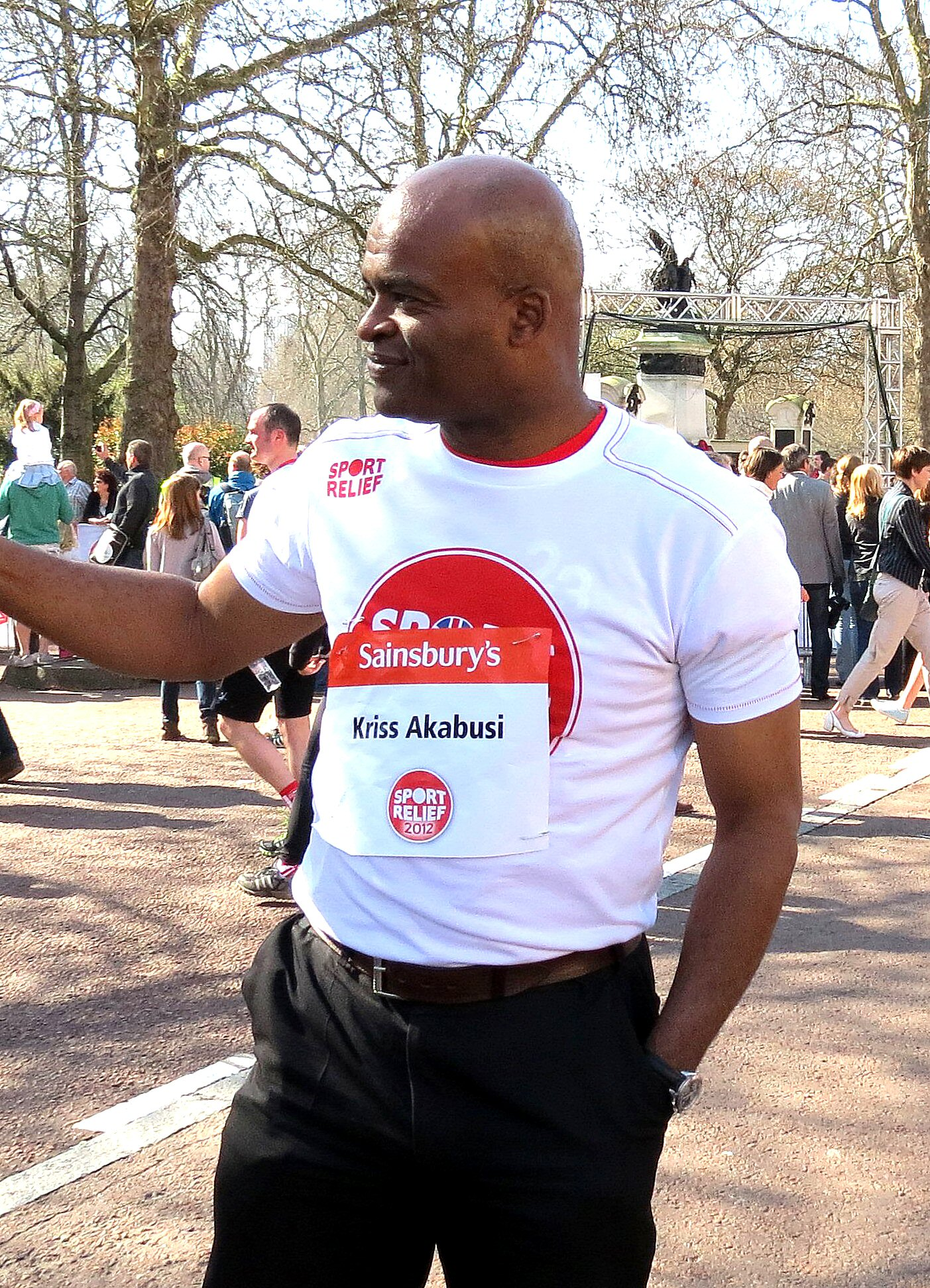
Kriss Akabusi

|                   | Zawodnik       | Narodowość        | Czas  | Data                  | Miejsce   |
| ----------------- | -------------- | ----------------- | ----- | --------------------- | --------- |
| Rekord świata     | Edwin Moses    | Stany Zjednoczone | 47,02 | 31 sierpnia 1983(dts) | Koblencja |
| Rekord olimpijski | André Phillips | Stany Zjednoczone | 47,19 | 25 września 1988(dts) | Seul      |

## Wyniki
| Poz. - pozycja |
| – rekord świata \| – rekord krajowy \| – rekord życiowy \| = – wyrównany rekord życiowy \| · – najlepszy wynik w sezonie \| = – wyrównany najlepszy wynik w sezonie \| – rekord olimpijski |
| Fn – falstart \| DNF – nie ukończył \| DNS – nie wystartował \| DSQ – zdyskwalifikowany |

### Eliminacje
Rozegrano siedem biegów eliminacyjnych. Do półfinałów awansowało po dwóch najlepszych zawodników z każdego biegu (Q) oraz dwóch z najlepszymi czasami spośród pozostałych (q).

#### Bieg 1
| Poz. | Zawodnik             | Narodowość                   | Rezultat | Uwagi |
| ---- | -------------------- | ---------------------------- | -------- | ----- |
| 1    | Kevin Young          | Stany Zjednoczone            | 48,76    | Q     |
| 2    | Stéphane Caristan    | Francja                      | 49,16    | Q     |
| 3    | Gideon Yego          | Kenia                        | 49,23    |       |
| 4    | Atanasios Kalojanis  | Grecja                       | 49,52    |       |
| 5    | Aleksiej Bazarow     | Izrael                       | 50,33    |       |
| 6    | Jacques-Henri Brunet | Republika Środkowoafrykańska | 52,59    |       |
| 7    | Abdullah Sabt Ghulam | Zjednoczone Emiraty Arabskie | 56,20    |       |

#### Bieg 2
| Poz. | Zawodnik          | Narodowość        | Rezultat | Uwagi |
| ---- | ----------------- | ----------------- | -------- | ----- |
| 1    | Samuel Matete     | Zambia            | 49,89    | Q     |
| 2    | Olaf Hense        | Niemcy            | 49,97    | Q     |
| 3    | Domingo Cordero   | Portoryko         | 50,19    |       |
| 4    | Kazuhiko Yamazaki | Japonia           | 50,13    |       |
| 5    | Wadim Zadojnow    | WNP               | 51,21    |       |
| 6    | Baobo Neuendorf   | Papua-Nowa Gwinea | 53,30    |       |
| 7    | Amadou Sy Savané  | Gwinea            | 54,26    |       |

#### Bieg 3
| Poz. | Zawodnik             | Narodowość | Rezultat | Uwagi |
| ---- | -------------------- | ---------- | -------- | ----- |
| 1    | Erick Keter          | Kenia      | 48,28    | Q     |
| 2    | Stéphane Diagana     | Francja    | 48,41    | Q,    |
| 3    | Ołeh Twerdochlib     | WNP        | 48,68    | q     |
| 4    | Mark Jackson         | Kanada     | 49,18    | [ 4 ] |
| 5    | Pedro Rodrigues      | Portugalia | 49,46    |       |
| 6    | Ghulam Abbas         | Pakistan   | 50,57    |       |
| 7    | Autiko Daunakamakama | Fidżi      | 53,90    |       |

#### Bieg 4
| Poz. | Zawodnik          | Narodowość        | Rezultat | Uwagi |
| ---- | ----------------- | ----------------- | -------- | ----- |
| 1    | McClinton Neal    | Stany Zjednoczone | 49,13    | Q     |
| 2    | Carsten Köhrbrück | Niemcy            | 49,37    | Q     |
| 3    | Amadou Dia Ba     | Senegal           | 49,47    |       |
| 4    | Dries Vorster     | Południowa Afryka | 49,75    |       |
| –    | Pedro Chiamulera  | Brazylia          | DNF      |       |
| –    | Zeid Abou Hamed   | Syria             | DNS      |       |
| –    | Fadhel Khayati    | Tunezja           | DNS      |       |

#### Bieg 5
| Poz. | Zawodnik                | Narodowość        | Rezultat | Uwagi |
| ---- | ----------------------- | ----------------- | -------- | ----- |
| 1    | Sven Nylander           | Szwecja           | 49,49    | Q     |
| 2    | David Patrick           | Stany Zjednoczone | 49,56    | Q     |
| 3    | Jozef Kucej             | Czechosłowacja    | 50,28    |       |
| 4    | Hubert Rakotombelontsoa | Madagaskar        | 51,54    |       |
| 5    | Paeaki Kokohu           | Tonga             | 56,99    |       |
| –    | Max Robertson           | Wielka Brytania   | DNF      |       |
| –    | Mark Thompson           | Jamajka           | DSQ      |       |

#### Bieg 6
| Poz. | Zawodnik            | Narodowość      | Rezultat | Uwagi |
| ---- | ------------------- | --------------- | -------- | ----- |
| 1    | Kriss Akabusi       | Wielka Brytania | 48,98    | Q     |
| 2    | Eronilde de Araújo  | Brazylia        | 49,10    | Q,    |
| 3    | Fabrizio Mori       | Włochy          | 49,16    |       |
| 4    | Simon Hollingsworth | Australia       | 49,74    |       |
| 5    | Paweł Woźniak       | Polska          | 50,30    |       |
| 6    | Chanon Keanchan     | Tajlandia       | 50,60    |       |
| 7    | Richard Bentley     | Guam            | 57,04    |       |

#### Bieg 7
| Poz. | Zawodnik          | Narodowość | Rezultat | Uwagi |
| ---- | ----------------- | ---------- | -------- | ----- |
| 1    | Winthrop Graham   | Jamajka    | 48,51    | Q     |
| 2    | Niklas Wallenlind | Szwecja    | 48,71    | Q     |
| 3    | Barnabas Kinyor   | Kenia      | 48,90    | q     |
| 4    | Yoshihiko Saito   | Japonia    | 49,01    | [ 5 ] |
| 5    | Asen Markow       | Bułgaria   | 50,21    |       |
| 6    | Giovanny Fanny    | Seszele    | 52,63    |       |
| 7    | Alex Foster       | Kostaryka  | 52,93    |       |

### Półfinały
Rozegrano dwa biegi półfinałowe. Do finału awansowało po czterech najlepszych zawodników z każdego biegu.

#### Bieg 1
| Poz. | Zawodnik           | Narodowość        | Rezultat | Uwagi |
| ---- | ------------------ | ----------------- | -------- | ----- |
| 1    | Kriss Akabusi      | Wielka Brytania   | 48,01    | Q     |
| 2    | Stéphane Diagana   | Francja           | 48,28    | Q,    |
| 3    | Niklas Wallenlind  | Szwecja           | 48,35    | Q,    |
| 4    | David Patrick      | Stany Zjednoczone | 48,47    | Q     |
| 5    | McClinton Neal     | Stany Zjednoczone | 48,71    |       |
| 6    | Erick Keter        | Kenia             | 49,01    |       |
| 7    | Carsten Köhrbrück  | Niemcy            | 49,41    |       |
| 8    | Eronilde de Araújo | Brazylia          | 49,66    |       |

#### Bieg 2
| Poz. | Zawodnik          | Narodowość        | Rezultat | Uwagi |
| ---- | ----------------- | ----------------- | -------- | ----- |
| 1    | Winthrop Graham   | Jamajka           | 47,62    | Q     |
| 2    | Kevin Young       | Stany Zjednoczone | 47,63    | Q     |
| 3    | Ołeh Twerdochlib  | WNP               | 49,11    | Q     |
| 4    | Stéphane Caristan | Francja           | 49,50    | Q     |
| 5    | Barnabas Kinyor   | Kenia             | 49,52    |       |
| 6    | Sven Nylander     | Szwecja           | 49,64    |       |
| –    | Samuel Matete     | Zambia            | DSQ      |       |
| –    | Olaf Hense        | Niemcy            | DNS      |       |

### Finał
| Poz. | Zawodnik          | Narodowość        | Rezultat | Uwagi |
| ---- | ----------------- | ----------------- | -------- | ----- |
| 1    | Kevin Young       | Stany Zjednoczone | 46,78    | [ 1 ] |
| 2    | Winthrop Graham   | Jamajka           | 47,66    | [ 5 ] |
| 3    | Kriss Akabusi     | Wielka Brytania   | 47,82    | [ 7 ] |
| 4    | Stéphane Diagana  | Francja           | 48,13    | [ 3 ] |
| 5    | Niklas Wallenlind | Szwecja           | 48,63    |       |
| 6    | Ołeh Twerdochlib  | WNP               | 48,63    |       |
| 7    | Stéphane Caristan | Francja           | 48,86    |       |
| 8    | David Patrick     | Stany Zjednoczone | 49,26    |       |